# Club MTV
Club MTV fue un programa de televisión de media hora inspirado en American Bandstand que se emitió en MTV del 31 de agosto de 1987 al 26 de junio de 1992. Club MTV fue parte de la segunda generación de programación de MTV, ya que el canal estaba eliminando gradualmente sus 5 VJ originales e introduciendo nuevos.